# 通梁古榕
23°39′28″N 119°33′19″E / 23.65778°N 119.55528°E

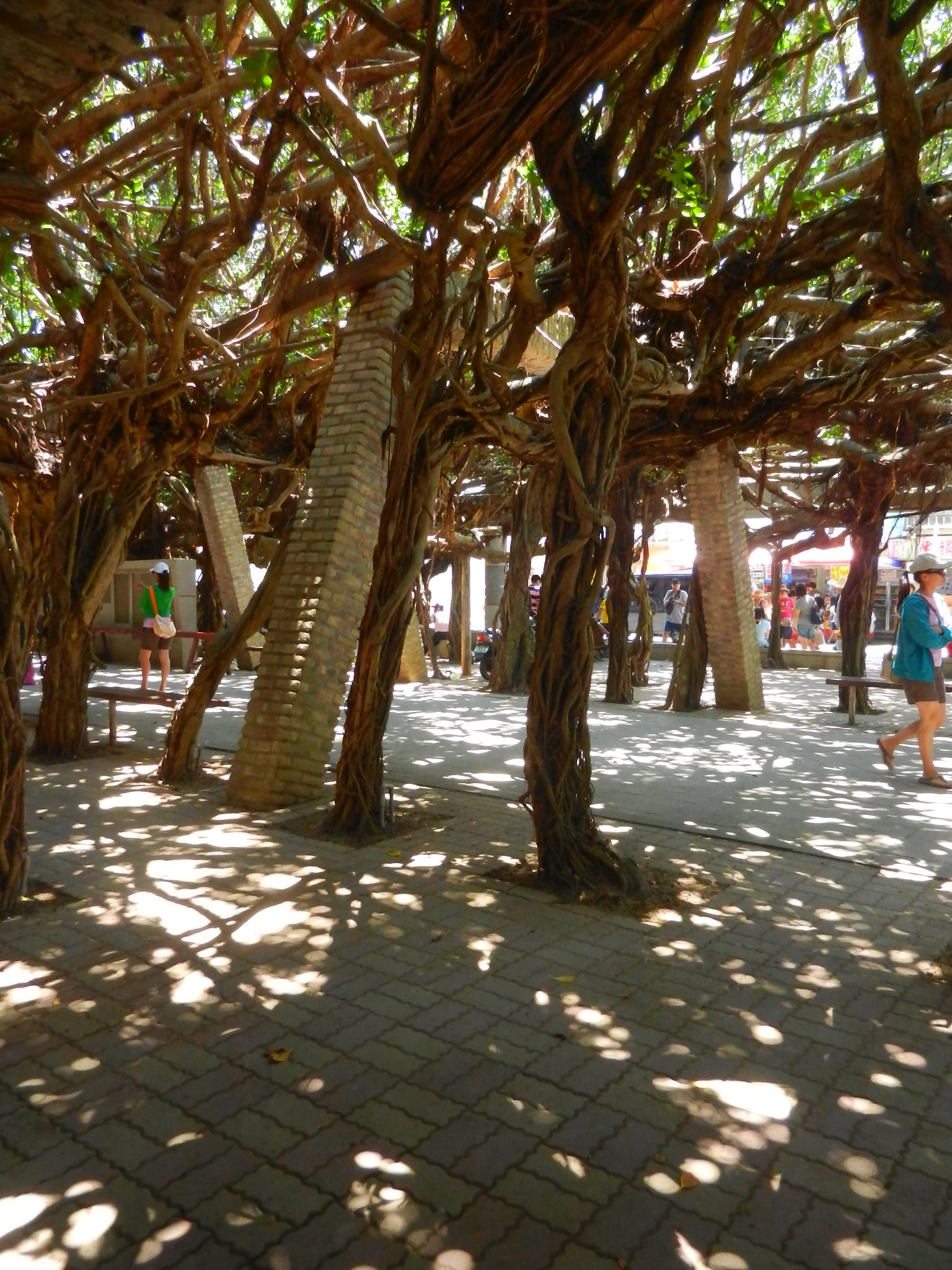
雖然圖中看起來像數株榕樹組成，但事實上這些都是通樑古榕的氣根

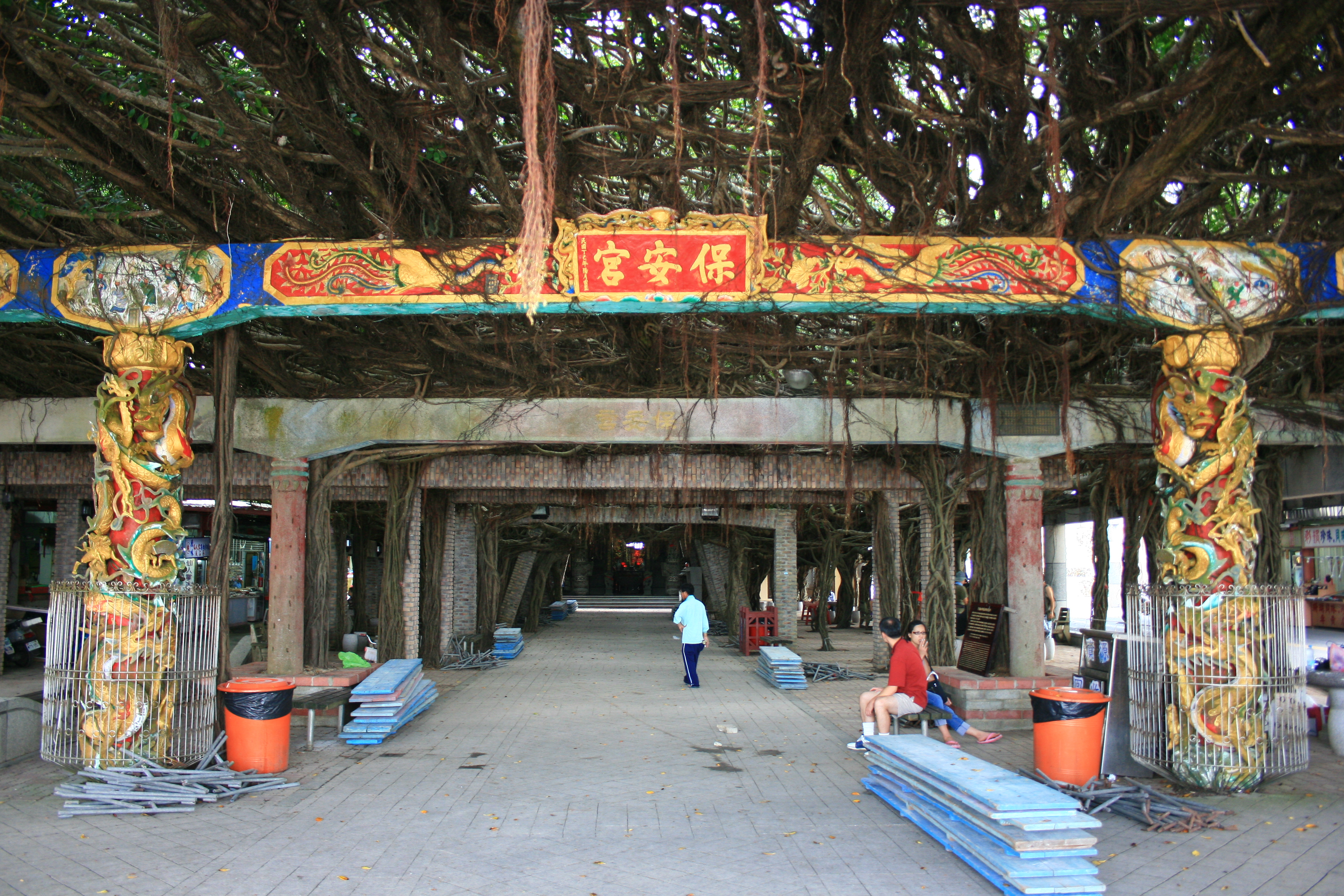
保安宮

通梁古榕為一株植于明朝永曆27年（公元1673年）、樹齡達352岁、氣根近百條的古白榕（学名：Ficus benjamina）。位於台灣澎湖縣白沙鄉通梁村保安宮前廣場。地近聞名的澎湖跨海大橋附近，與西嶼鄉橫礁村隔橋相鄰。

## 緣起與沿革
考其古榕緣起，回溯到明朝永曆27年（1673年）由村民林瑤琴氏所植。當地人並於樹旁捐款蓋一廟謂之保安宮，宮內奉祀康府王爺。並於宮前古榕主幹處立碑述其緣起。樹下設有石椅供遊客及當地居民聊天休憩，其旁為一排販賣特產及飲食之商家。

## 古榕特色
其主要特色在於近百條的氣根以橫向往四方伸展，形成一蓬架型的覆蓋結構。覆蓋面積達2000多平方公尺之大，亦緣於樹種屬氣根成長茂盛型的白榕。加之澎湖土地貧瘠，甚至氣候一到冬天吹來威力強大的東北季風。本屬草木不易生長之澎湖能有此奇樹，令人蔚為奇觀。　

## 相關項目
- 澎湖跨海大橋
- 榕亞屬
- 通梁保安宮
- 加由館
- 通梁林家古宅

## 外部連結
- 澎湖縣白沙鄉公所 （页面存档备份，存于）
- 通樑古榕旅遊景點介紹 （页面存档备份，存于）
- 澎湖本島北環之旅-通梁古榕
- 澎湖之旅14 （页面存档备份，存于）
- 澎湖國家風景區網站 （页面存档备份，存于）